# 横須賀地方隊
横須賀地方隊（よこすかちほうたい、英称：Yokosuka District）は海上自衛隊の地方隊のひとつ。主要部隊は神奈川県横須賀市にある横須賀基地に配備されている。日本の表玄関とも称すべき海域の防衛を担当しており、後方支援任務も海上自衛隊最大の規模と内容を有し、任務も多岐にわたっている。

## 概要
1952年（昭和27年）4月26日、海上保安庁の付属機関として海上警備隊が発足し、地方機関として海上警備隊横須賀地方監部が設置された。同年8月1日、保安庁警備隊発足と同時に横須賀地方隊が新編された。
警備区域は、主に三重県以東の太平洋（北海道、青森県、岩手県、宮城県、福島県、茨城県、栃木県、群馬県、埼玉県、千葉県、東京都（沖の鳥島を除く）、神奈川県、山梨県、長野県、岐阜県、静岡県、愛知県および三重県の区域並びに青森県と秋田県の境界線が海岸線と交わる点から二百七十度に引いた線と三重県と和歌山県の境界線が海岸線と交わる点から百七十度に引いた線との間にある北海道、東京都（沖の鳥島を除く。）及びこれらの県の沿岸海域）。
主な任務は、担当警備区域の防衛・警備、災害派遣、自衛艦隊等の正面部隊に対する後方支援業務、機雷・爆発性危険物の除去及び処理、民生協力等である。横須賀地方隊が対応する補給、造修については、全海上自衛隊艦艇の約1/3を担当しており、海外派遣艦艇（南極輸送を含む。）の支援に関しては、横須賀所在の艦艇に限らず全て支援している。
横須賀地方隊所属の艦艇の実力部隊として函館基地隊隷下の第45掃海隊と第1ミサイル艇隊があり、また、横須賀地方総監は必要に応じフォースユーザー（事態対処責任者）として護衛艦隊や航空集団から提供された護衛艦や回転翼機を運用して事態対処にあたる。
また、記念艦「三笠」の保存を支援している。

## 沿革
- 1952年（昭和27年）

4月26日：海上保安庁に海上警備隊が発足し、地方機関として海上警備隊横須賀地方監部が田浦港町の旧海軍水雷学校跡地（現：第2術科学校）に設置された。
8月1日：保安庁の創設により海上警備隊が警備隊に改編され「横須賀地方隊」が新編。
※新編時の横須賀地方隊の編成（横須賀地方総監部、横須賀・函館・西部・呉・大阪・徳山・下関・佐世保各航路啓開隊）
※新編時の横須賀地方総監部の編成（総務部、警備部、航路啓開部、経理補給部、技術部）
- 1953年（昭和28年）

9月16日：各航路啓開隊を廃止し、横須賀基地警防隊、館山航空隊、呉地方基地隊を新編。大湊地方隊、佐世保地方隊が新編され、横須賀地方隊の警備区域が縮小される。
10月16日：総監部組織の改組（航路啓開部の廃止、調査室の設置、通信所の昇格）
10月19日：横須賀地方総監部が田浦から西逸見町の旧海軍港務部跡（現在地）に移転。
- 1954年（昭和29年）

7月1日：「防衛庁」が創設され「海上自衛隊」が発足。自衛艦隊及び呉地方隊が新編され横須賀地方隊の警備区域が縮小される。
- 1955年（昭和30年）

5月1日：「横須賀通信隊」を新編。
11月1日：総監部組織の改組（副総監を設置）
12月1日：「横須賀水雷調整所」を新編。
- 1958年（昭和33年）

4月1日：横須賀基地警防隊に「横須賀防備隊」及び「剣崎警備所」、「観音崎警備所」を新編。
- 1959年（昭和34年）

6月1日：横須賀基地警防隊を「横須賀警備隊」に改称。
9月1日：「横須賀教育隊」を新編。
- 1961年（昭和36年）

2月1日：総監部組織の改組（総務部を廃止し人事部を新設、防衛部に第1～第4幕僚班を設置）
「横須賀補給所」、「横須賀工作所」を新編。
3月1日：横須賀防備隊に「水中処分隊」を新編。
9月1日：館山航空隊が「第21航空群」に改編され航空集団隷下に編成替え。
- 1962年（昭和37年）

10月1日：「木更津航空補給所」を新編。
- 1965年（昭和40年）

2月1日：「下総航空工作所」を新編。
3月1日：横須賀警備隊に「船越分遣隊」を新編。
7月15日：砕氷艦「ふじ」が就役し横須賀地方隊に編入。
- 1966年（昭和41年）

2月4日～5月10日：自衛艦隊とともに羽田空港沖の全日空機遭難事故に対し災害派遣を行う。
- 1968年（昭和43年）

6月26日：「父島基地分遣隊」を新編。
- 1970年（昭和45年）

3月2日：総監部組織の改組（副総監を廃止し幕僚長を設置、人事部を管理部に改称、第1～第4幕僚班を幕僚室に改称、第5幕僚室を新設、監察官を新設）
「横須賀造修所」、「横須賀衛生隊」を新編。横須賀工作所を廃止。
- 1971年（昭和46年）

5月20日：「第33護衛隊」を新編。
- 1974年（昭和49年）

4月11日：「横須賀音楽隊」を新編。
- 1975年（昭和50年）

12月15日：「第42掃海隊」を第2掃海隊群から編入。
- 1977年（昭和52年）

4月5日：総監部新庁舎が落成。
- 1982年（昭和57年）

11月12日：砕氷艦「しらせ」が就役し横須賀地方隊に編入。
- 1983年（昭和58年）

7月1日：「横須賀誘導弾整備所」を新編。
- 1984年（昭和59年）

4月11日：砕氷艦「ふじ」を除籍。
- 1985年（昭和60年）

7月1日：横須賀水雷調整所を廃止し「横須賀水雷整備所」を新編。
- 1986年（昭和61年）

12月16日：第42掃海隊が廃止。「第46掃海隊」を第2掃海隊群から編入。
- 1987年（昭和62年）

7月1日：部隊改編により横須賀防備隊が廃止。警備隊の組織改編及び「横須賀基地業務隊」を新編。剣崎警備所を廃止。
- 1992年（平成4年）

3月12日：第46掃海隊が廃止。「第10掃海隊」を新編。
- 1997年（平成9年）

3月19日：「第41掃海隊」を新編。
3月24日：第37護衛隊が廃止。第41護衛隊を第4護衛隊群から編入し「第21護衛隊」に改称。
- 1998年（平成10年）

12月8日：補給整備部門の組織改編。
1. 木更津航空補給所が「航空補給処」に、下総航空工作所が「航空補給処下総支処」に改編され、補給本部隷下に編成替え。
2. 横須賀補給所と横須賀造修所が統合され「横須賀造修補給所」に改編。
3. 水雷整備所と誘導弾整備所が統合され「横須賀弾薬整備補給所」に改編。

- 1999年（平成11年）

4月13日：第33護衛隊が廃止。
- 2002年（平成14年）

3月22日：横須賀通信隊が「横須賀システム通信隊」に改編されシステム通信隊群隷下に編成替え。
- 2008年（平成20年）

3月26日：体制移行による部隊改編により、第21護衛隊が「第11護衛隊」に改称され護衛艦隊隷下に編成替え。
- 2011年（平成23年）

3月～7月：東日本大震災発災に伴い、JTF-THの指揮の下、横須賀地方総監を指揮官とする海災部隊を編成。
- 2012年（平成24年）

3月26日：横須賀警備隊観音崎警備所が廃止。
- 2015年（平成27年）

4月1日：総監部内部の組織改編により政策補佐官を新設。
- 2017年（平成29年）

4月1日：総監部内部の組織改編により政策補佐官を廃止し参事官を新設。
4月3日：部隊改編により地方隊直轄艦艇（「えんしゅう」、「輸送艇2号」）を横須賀警備隊隷下に編成替え。
- 2024年（令和06年）

3月12日：第41掃海隊が廃止。
- 2025年（令和07年）

3月24日：組織改編。
1. 大湊地方隊を統合し、「大湊地区隊」として隷下に編入。警備区域が北海道と青森県まで拡大。
2. 函館基地隊を直轄部隊として隷下に編入。
3. 余市防備隊、稚内基地分遣隊、大湊水中処分隊は函館基地隊隷下に編入。
4. 多用途支援艦「すおう」を横須賀警備隊隷下に編入。

## 編成
※ 令和7年3月24日時点
- 横須賀地方総監部（横須賀基地：神奈川県横須賀市）
- 横須賀教育隊（武山地区）
- 横須賀警備隊
  - 横須賀陸警隊
    - 観音崎礼砲台[12]

  - 横須賀港務隊
  - 横須賀水中処分隊（「水中処分母船3号」）
  - 多用途支援艦「すおう」（大湊）[13]、「えんしゅう」
  - 輸送艇「輸送艇2号」
  - 特務艇「はしだて」
- 横須賀弾薬整備補給所
- 横須賀造修補給所
  - 横須賀消磁所
- 横須賀基地業務隊
  - 船越基地業務分遣隊（横須賀基地船越地区：神奈川県横須賀市）
- 横須賀衛生隊
- 横須賀音楽隊（武山地区）
- 父島基地分遣隊（父島基地：東京都小笠原村）
- 砕氷艦「しらせ」
- 大湊地区隊（大湊基地）
- 函館基地隊（北海道函館市）
  - 余市防備隊本部（北海道余市町）
  - 稚内基地分遣隊（北海道稚内市）
  - 松前警備所（北海道松前町）
  - 竜飛警備所（青森県外ヶ浜町）
  - 第45掃海隊（掃海艇「いずしま」・「えのしま」）
  - 第1ミサイル艇隊（ミサイル艇「わかたか」・「くまたか」）
  - 大湊水中処分隊（「水中処分母船2号」）

## 主要幹部
| 官職名         | 階級    | 氏名       | 補職発令日     | 前職                                                                                 |
| -------------- | ------- | ---------- | -------------- | ------------------------------------------------------------------------------------ |
| 横須賀地方総監 | 海将    | 真殿知彦   | 2024年08月02日 | 海上幕僚副長                                                                         |
| 幕僚長         | 海将補  | 山口宜久   | 2025年03月24日 | 防衛装備庁調達事業部 総括装備調達官                                                  |
| 参事官         | 事務官  | 欠         | 0000年00月00日 |                                                                                      |
| 管理部長       | 1等海佐 | 三好昇次   | 2024年08月02日 | 海上幕僚監部装備計画部艦船・武器課 艦船管理室長 →2024.8.1 横須賀地方総監部管理部勤務 |
| 防衛部長       | 1等海佐 | 近藤匡     | 2023年07月31日 | システム通信隊群司令                                                                 |
| 経理部長       | 1等海佐 | 中川純     | 2025年03月24日 | 海上自衛隊航空補給処計画部長                                                         |
| 技術補給監理官 | 1等海佐 | 小野彰一郎 | 2022年12月01日 | 海上自衛隊補給本部艦船・武器部長                                                     |
| 監察官         | 1等海佐 | 尾崎立哉   | 2025年08月01日 | 中国四国防衛局防衛補佐官                                                             |

| 代 | 氏名       | 在職期間                      | 出身校・期           | 前職                                                        | 後職                                        | 備考                               |
| -- | ---------- | ----------------------------- | -------------------- | ----------------------------------------------------------- | ------------------------------------------- | ---------------------------------- |
| 01 | 吉田英三   | 1952年8月1日 1953年3月31日    | 海兵50期・ 海大32期  | 海上警備隊横須賀地方監部長                                  | 第一船隊群司令 兼 第三船隊群司令            | 警備監補                           |
| 02 | 溪口泰麿   | 1953年4月1日 1954年9月19日    | 海兵51期・ 海大33期  | 海上警備隊横須賀地方監部次長 →1952年8月1日 横須賀地方副総監 | 自衛艦隊司令 兼 第1護衛隊群司令             | 警備監補 →1954年7月1日 海将補      |
| 03 | 吉田英三   | 1954年9月20日 1958年5月31日   | 海兵50期・ 海大32期  | 自衛艦隊司令 兼 第1護衛隊群司令                             | 練習隊群司令                                | 再任                               |
| 04 | 寺井義守   | 1958年6月1日 1960年3月15日    | 海兵54期・ 海大36期  | 鹿屋航空隊司令                                              | 海上自衛隊幹部学校長                        | 就任時海将補 1958年8月1日 海将昇任 |
| 05 | 福地誠夫   | 1960年3月16日 1961年8月14日   | 海兵53期・ 海大35期  | 自衛艦隊司令                                                | 海上幕僚監部付 →1961年12月15日 退職         |                                    |
| 06 | 麻生孝雄   | 1961年8月15日 1963年6月30日   | 海兵55期・ 海大37期  | 海上自衛隊第1術科学校長                                     | 退職                                        |                                    |
| 07 | 石黒 進    | 1963年7月1日 1964年12月15日   | 海兵57期・ 海大39期  | 舞鶴地方総監                                                | 海上幕僚監部付 →1965年1月1日 自衛艦隊司令官 |                                    |
| 08 | 山下雅夫   | 1964年12月16日 1965年6月30日  | 海兵57期             | 佐世保地方総監                                              | 退職                                        |                                    |
| 09 | 板谷隆一   | 1965年7月1日 1966年4月29日    | 海兵60期             | 護衛艦隊司令官                                              | 海上幕僚長                                  |                                    |
| 10 | 山本啓志郎 | 1966年4月30日 1967年6月30日   | 海兵60期             | 海上幕僚副長                                                | 自衛艦隊司令官                              |                                    |
| 11 | 佐藤文雄   | 1967年7月1日 1968年12月31日   | 海兵59期             | 大湊地方総監                                                | 退職                                        |                                    |
| 12 | 竹山百合人 | 1969年1月1日 1970年6月30日    | 海兵61期             | 海上自衛隊第1術科学校長                                     | 退職                                        |                                    |
| 13 | 北村謙一   | 1970年7月1日 1972年3月15日    | 海兵64期             | 護衛艦隊司令官                                              | 自衛艦隊司令官                              |                                    |
| 14 | 石隈辰彦   | 1972年3月16日 1973年11月30日  | 海兵65期             | 護衛艦隊司令官                                              | 退職                                        |                                    |
| 15 | 安永 稔    | 1973年12月1日 1975年3月16日   | 海機47期             | 大湊地方総監                                                | 退職                                        |                                    |
| 16 | 須藤吉樹   | 1975年3月17日 1976年5月16日   | 海経28期             | 海上幕僚副長                                                | 退職                                        |                                    |
| 17 | 宮田敬助   | 1976年5月17日 1977年6月30日   | 海兵69期             | 海上幕僚副長                                                | 退職                                        |                                    |
| 18 | 時 忠俊    | 1977年7月1日 1978年6月30日    | 海機50期             | 海上幕僚副長                                                | 退職                                        |                                    |
| 19 | 常廣栄一   | 1978年7月1日 1980年2月14日    | 海兵71期             | 統合幕僚会議事務局長 兼 統合幕僚学校長                      | 退職                                        |                                    |
| 20 | 佐藤文夫   | 1980年2月15日 1981年6月30日   | 海兵73期             | 舞鶴地方総監                                                | 退職                                        |                                    |
| 21 | 穗積釮彦   | 1981年7月1日 1982年6月30日    | 海兵74期             | 海上幕僚副長                                                | 退職                                        |                                    |
| 22 | 片桐宏平   | 1982年7月1日 1984年1月16日    | 海兵74期             | 海上自衛隊幹部学校長                                        | 退職                                        |                                    |
| 23 | 安陪祐三   | 1984年1月17日 1985年7月31日   | 海兵75期             | 佐世保地方総監                                              | 退職                                        |                                    |
| 24 | 沖 為雄    | 1985年8月1日 1986年6月16日    | 立教大・ 1期幹候     | 海上自衛隊幹部学校長                                        | 退職                                        |                                    |
| 25 | 東山収一郎 | 1986年6月17日 1987年7月6日    | 東京水産大・ 4期幹候 | 航空集団司令官                                              | 海上幕僚長                                  |                                    |
| 26 | 寺井愛宕   | 1987年7月7日 1989年8月30日    | 海保大2期・ 6期幹候  | 航空集団司令官                                              | 退職                                        |                                    |
| 27 | 後藤 理    | 1989年8月31日 1991年3月15日   | 防大1期              | 海上幕僚副長                                                | 退職                                        |                                    |
| 28 | 原田政昭   | 1991年3月16日 1993年3月23日   | 防大3期              | 海上幕僚副長                                                | 退職                                        |                                    |
| 29 | 福地建夫   | 1993年3月24日 1994年12月14日  | 防大5期              | 海上自衛隊幹部学校長                                        | 海上幕僚長                                  |                                    |
| 30 | 佐藤 雅    | 1994年12月15日 1996年3月24日  | 海保大7期・ 12期幹候 | 呉地方総監                                                  | 退職                                        |                                    |
| 31 | 山本安正   | 1996年3月25日 1997年10月12日  | 防大7期              | 統合幕僚会議事務局長                                        | 海上幕僚長                                  |                                    |
| 32 | 古澤忠彦   | 1997年10月13日 1998年12月7日  | 防大8期              | 統合幕僚会議事務局長                                        | 退職                                        |                                    |
| 33 | 坂部邦夫   | 1998年12月8日 2001年1月10日   | 防大10期             | 舞鶴地方総監                                                | 退職                                        |                                    |
| 34 | 福谷 薫    | 2001年1月11日 2002年7月31日   | 防大12期             | 海上自衛隊幹部学校長                                        | 退職                                        |                                    |
| 35 | 齋藤隆     | 2002年8月1日 2005年1月11日    | 防大14期             | 舞鶴地方総監                                                | 海上幕僚長                                  |                                    |
| 36 | 吉川榮治   | 2005年1月12日 2006年8月3日    | 防大15期             | 大湊地方総監                                                | 海上幕僚長                                  |                                    |
| 37 | 荒川堯一   | 2006年8月4日 2007年11月1日    | 防大16期             | 海上幕僚副長                                                | 退職                                        |                                    |
| 38 | 半田謙次郎 | 2007年11月2日 2009年3月23日   | 防大17期             | 呉地方総監                                                  | 退職                                        |                                    |
| 39 | 松岡貞義   | 2009年3月24日 2010年7月25日   | 防大18期             | 航空集団司令官                                              | 退職                                        |                                    |
| 40 | 高嶋博視   | 2010年7月26日 2011年8月4日    | 防大19期             | 統合幕僚副長                                                | 退職                                        |                                    |
| 41 | 河村克則   | 2011年8月5日 2012年7月25日    | 防大21期             | 海上幕僚副長                                                | 退職                                        |                                    |
| 42 | 武居智久   | 2012年7月26日 2014年10月13日  | 防大23期             | 海上幕僚副長                                                | 海上幕僚長                                  |                                    |
| 43 | 井上力     | 2014年10月14日 2015年11月30日 | 防大24期             | 舞鶴地方総監                                                | 退職                                        |                                    |
| 44 | 堂下哲郎   | 2015年12月1日 2016年12月21日  | 防大26期             | 舞鶴地方総監                                                | 退職                                        |                                    |
| 45 | 道満誠一   | 2016年12月22日 2018年3月26日  | 防大26期             | 潜水艦隊司令官                                              | 退職                                        |                                    |
| 46 | 渡邊剛次郎 | 2018年3月27日 2019年12月19日  | 防大29期             | 教育航空集団司令官                                          | 退職                                        |                                    |
| 47 | 杉本孝幸   | 2019年12月20日 2020年12月21日 | 防大29期             | 呉地方総監                                                  | 退職                                        |                                    |
| 48 | 酒井良     | 2020年12月22日 2022年3月29日  | 防大31期             | 呉地方総監                                                  | 海上幕僚長                                  |                                    |
| 49 | 乾悦久     | 2022年3月30日 2023年8月28日   | 防大31期             | 大湊地方総監                                                | 退職                                        |                                    |
| 50 | 伊藤弘     | 2023年8月29日 2024年8月1日    | 防大32期             | 呉地方総監                                                  | 退職                                        |                                    |
| 51 | 真殿知彦   | 2024年8月2日                  | 防大33期             | 海上幕僚副長                                                |                                             |                                    |